# 堂島浜
堂島浜（どうじまはま）は、大阪市北区にある町名。現行行政地名は堂島浜一丁目および堂島浜二丁目。2019年3月31日現在の人口は0人。

## 地理

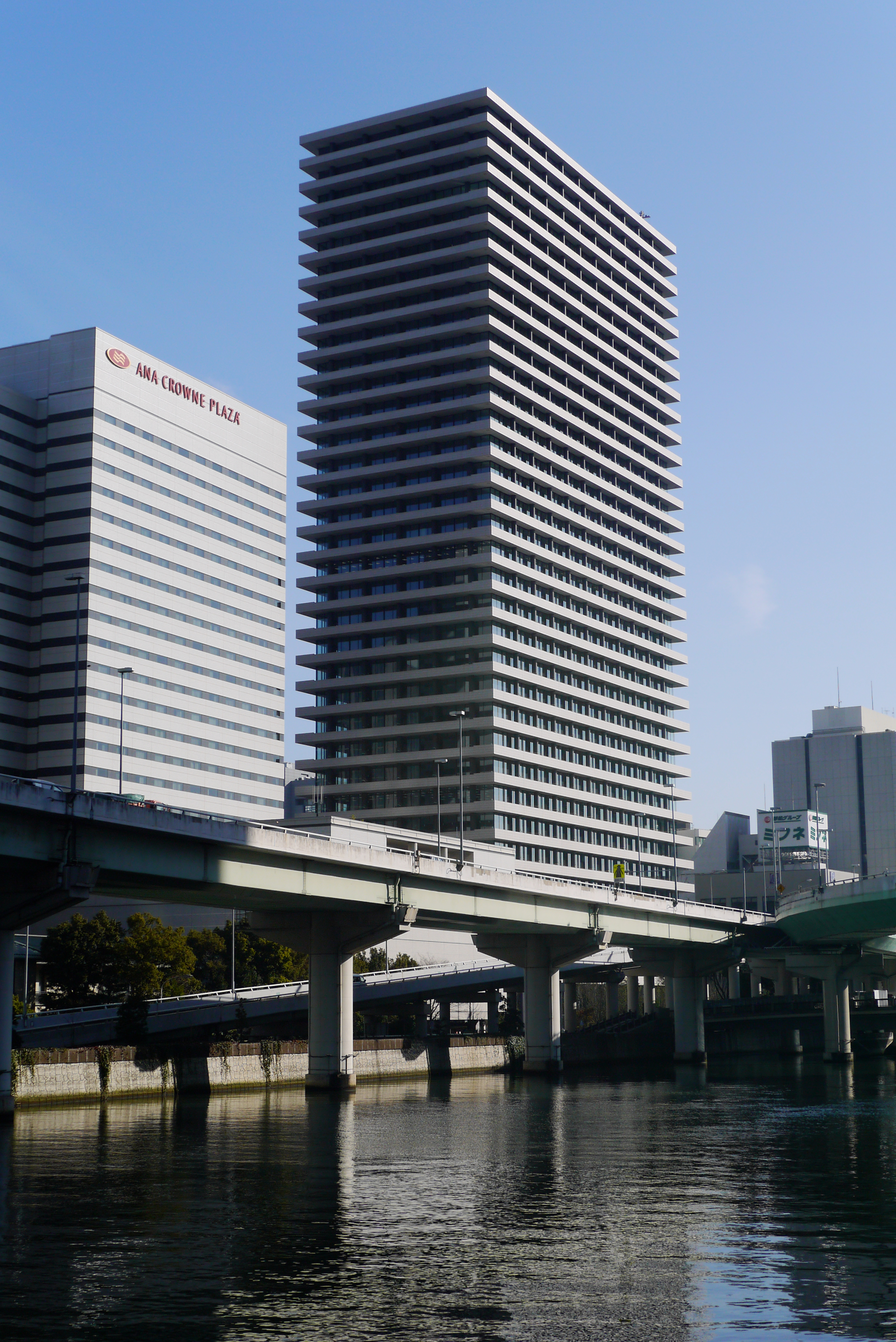
新ダイビル

大阪市北区の南部に位置。南は堂島川を挟んで中之島、東は御堂筋（国道25号）を挟んで西天満、北から西にかけては堂島船大工通・堂島中通・阪神高速11号池田線（堂島掘割跡）を挟んで堂島に接する。
堂島川の北岸に位置し、東西に長い地域である。地内の東端を御堂筋、中央を四つ橋筋、西端を阪神高速11号池田線が走り、高層ビルや大企業の本社が多く集まるオフィス街となっている。

### 河川
- 堂島川

## 歴史
1978年実施の町名で、旧町名の堂島浜通1 - 2丁目および堂島中1 - 2丁目の南部に当たる。堂島中1 - 2丁目の北部は現行町名実施以降は堂島1 - 2丁目の一部となっている。
江戸時代は堂島新地1 - 5丁目・堂島新船町・堂島新地中1 - 3丁目という町名で、1871年に堂島新地が一時的に堂島浜に改称されたが、翌1872年には堂島浜通1 - 4丁目・堂島中1 - 2丁目に改編された。
1943年の福島区新設の際に堂島浜通3 - 4丁目が福島区へ転属。翌1944年に堂島浜通1丁目の御堂筋以東が絹笠町（現：西天満2丁目）へ編入され、堂島浜通2丁目の堂島掘割以西が堂島西町（現：堂島3丁目）となった。福島区堂島浜通3 - 4丁目は1975年の現行町名実施以降は福島1 - 3丁目・玉川1丁目のそれぞれ一部となっている。

## 学区
市立小・中学校に通う場合、学区は以下の通りとなる。北区内の全ての市立中学校と、大阪市内の小中一貫校が対象で学校選択が可能（抽選を実施）。
| 丁目         | 番   | 小学校             | 中学校             |
| ------------ | ---- | ------------------ | ------------------ |
| 堂島浜一丁目 | 全域 | 大阪市立扇町小学校 | 大阪市立天満中学校 |
| 堂島浜二丁目 | 全域 | 大阪市立扇町小学校 | 大阪市立天満中学校 |

## 事業所
2016年（平成28年）現在の経済センサス調査による事業所数と従業員数は以下の通りである。
| 丁目         | 事業所数  | 従業員数 |
| ------------ | --------- | -------- |
| 堂島浜一丁目 | 272事業所 | 10,675人 |
| 堂島浜二丁目 | 193事業所 | 6,617人  |
| 計           | 465事業所 | 17,292人 |

## 施設

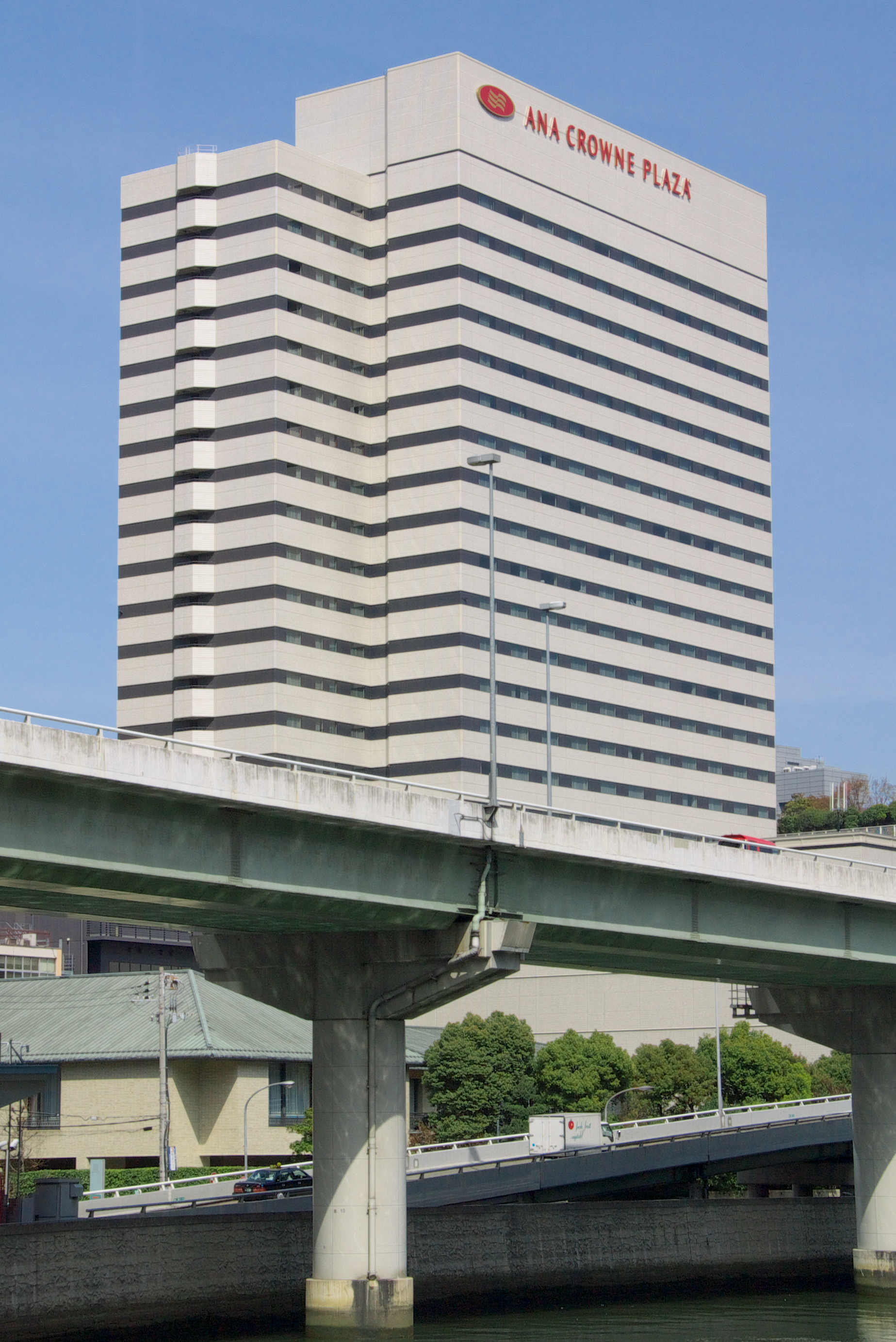
ANAクラウンプラザホテル大阪

- 堂島公園
- 大阪三菱ビルディング
- 新ダイビル
- ANAクラウンプラザホテル大阪
- アクア堂島
- サントリービルディング
- 古河大阪ビル
- 堂島アクシスビル
- 東洋紡ビルディング（東洋紡本社）

## 企業
- モンシェール
- サントリーホールディングス
- 東洋紡

## 交通

### 鉄道
- 地内に駅はなく地下鉄四つ橋線「西梅田駅」が最寄りである。

### 道路
高速道路
- 阪神高速11号池田線 出入橋出口

国道
- 国道25号（御堂筋）

主要地方道
- 大阪市道南北線（四つ橋筋）

## その他

### 日本郵便
- 〒530-0004[3]（集配局：大阪北郵便局[7]）